# Susan Rapp
Susan Gerard Rapp, nach Heirat Susan von der Lippe, (* 5. Juli 1965 in Eden Prairie, Minnesota) ist eine ehemalige Schwimmerin aus den Vereinigten Staaten. Sie gewann bei Olympischen Spielen eine Gold- und eine Silbermedaille und bei Panamerikanischen Spielen eine Silber- und eine Bronzemedaille.

## Karriere
Susan Rapp studierte an der Stanford University und schwamm für deren Sportmannschaft. Sie gewann in den Jahren von 1984 bis 1987 insgesamt drei Titel bei den amerikanischen College-Meisterschaften.
Bei den Panamerikanischen Spielen 1983 in Caracas gewann sie über 200 Meter Brust die Silbermedaille hinter der Kanadierin Cathy Bald. Im 200-Meter-Lagenschwimmen wurde sie Dritte hinter ihrer Landsfrau Tracy Caulkins und der Kanadierin Michelle MacPherson. Bei den Olympischen Spielen 1984 in Los Angeles fand zunächst der Wettbewerb über 200 Meter Brust statt. Rapp schwamm im Vorlauf die viertschnellste Zeit. Im Finale siegte die Kanadierin Anne Ottenbrite vor Susan Rapp und der Belgierin Ingrid Lempereur. Über 100 Meter Brust erreichte Rapp ebenfalls das Finale und belegte den siebten Platz. Im Vorlauf der 4-mal-100-Meter-Lagenstaffel schwammen Betsy Mitchell, Susan Rapp, Jenna Johnson und Carrie Steinseifer in 4:09,23 Minuten die schnellste Zeit. Im Finale gewannen dann Theresa Andrews, Tracy Caulkins, Mary T. Meagher und Nancy Hogshead in 4:08,34 Minuten vor den Staffeln aus der Bundesrepublik Deutschland und aus Kanada. Da auch die im Vorlauf eingesetzten Schwimmerinnen eine Medaille erhielten, gab es für die Lagenstaffel acht Goldmedaillen. 1986 erreichte Rapp auch bei den Weltmeisterschaften in Madrid das Finale über 200 Meter Brust und belegte den sechsten Platz. Zwei Jahre später bei den Olympischen Spielen 1988 in Seoul schwamm sie im B-Finale über 200 Meter Brust auf den 13. Platz in der Gesamtwertung.
Mit ihrem Studienabschluss in Stanford arbeitete Susan Rapp zunächst im Marketing. Nach ihrer Heirat und der Geburt ihrer Kinder blieb sie aber zuhause. Später war Susan von der Lippe als Schwimmerin im Altersklassenberiech erfolgreich und qualifizierte sich 2008 noch einmal für die US-Trials, trat aber nicht an.